# 上道駅 (ソウル特別市)
上道駅（サンドえき）は大韓民国ソウル特別市銅雀区上道1洞にある、ソウル交通公社7号線の駅。駅番号は(739)。
中央大前という副駅名があったが、2009年6月に削除された。これは当駅の北東約1.5kmのところにソウル地下鉄9号線の黒石駅が2009年7月に開業し、そちらに「中央大入口」の副駅名がつけられたためである。

## 駅構造

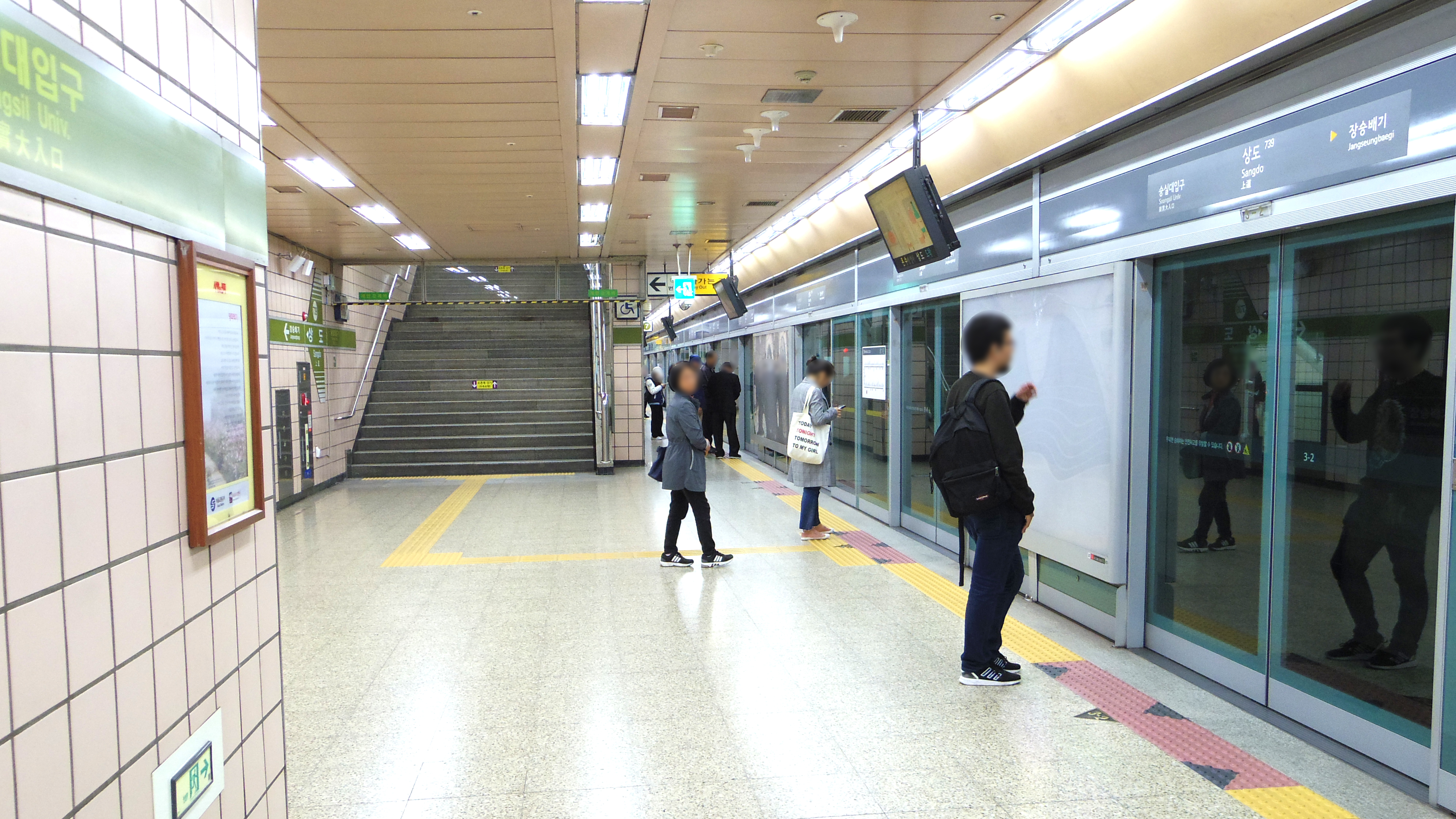
ホーム

相対式ホーム2面2線を有する地下駅で、フルスクリーンタイプのホームドアが設置されている。改札階に通じる階段はホーム1面につき2ヶ所、エレベータは1基ずつある。
改札口は1ヶ所あり、化粧室は改札外にある。出入口は1番から5番までの合計5ヶ所ある。

### のりば
- 案内上ののりば番号は設定されていない。

| 上り | 7号線 | 高速ターミナル・建大入口・道峰山・長岩方面   |
| 下り | 7号線 | 大林・加山デジタル団地・光明サゴリ・温水方面 |

## 利用状況
近年の一日平均利用人員推移は下記のとおり。なお、2000年は開業日の8月1日から12月31日までの153日間の平均である。
| 路線  | 路線     | 2000年 | 2001年 | 2002年 | 2003年 | 2004年 | 2005年 | 2006年 | 2007年 | 2008年 | 2009年 | 出典  |
| ----- | -------- | ------ | ------ | ------ | ------ | ------ | ------ | ------ | ------ | ------ | ------ | ----- |
| 7号線 | 乗車人員 | 7,894  | 10,249 | 11,598 | 12,635 | 13,335 | 13,602 | 13,553 | 13,812 | 14,261 | 13,710 | [ 1 ] |
| 7号線 | 降車人員 | 7,708  | 9,987  | 11,285 | 12,477 | 12,892 | 13,404 | 13,390 | 13,603 | 14,013 | 13,369 | [ 1 ] |
| 7号線 | 乗降人員 | 15,601 | 20,236 | 22,883 | 25,112 | 26,227 | 27,006 | 26,943 | 27,415 | 28,273 | 27,080 | [ 1 ] |
| 路線  | 路線     | 2010年 | 2011年 | 2012年 | 2013年 | 2014年 | 2015年 |        |        |        |        | [ 1 ] |
| 7号線 | 乗車人員 | 11,941 | 11,808 | 11,520 | 11,816 | 11,934 | 11,667 |        |        |        |        | [ 1 ] |
| 7号線 | 降車人員 | 11,538 | 11,391 | 11,095 | 11,361 | 11,487 | 11,170 |        |        |        |        | [ 1 ] |
| 7号線 | 乗降人員 | 23,479 | 23,199 | 22,615 | 23,177 | 23,421 | 22,837 |        |        |        |        | [ 1 ] |

## 駅周辺
- 中央大学校
- 鶴山文化社
- 韓国外換銀行 上道駅支店
- ソウル新上道初等学校
- ソウル三星学校
- ソウル江南初等学校
- 貞洞病院

## 歴史
- 2000年8月1日 - 開業。
- 2009年6月12日 - ｢中央大前」の副駅名を削除。

## 隣の駅
ソウル交通公社
 7号線
崇実大入口駅 (738) - 上道駅 (739) - チャンスンベギ駅 (740)　